# Sea Diamond
El Sea Diamond va ser un creuer de la companyia Louis Cruises que es va enfonsar a la caldera volcànica de l'illa de Santorini l'abril de 2007. Abans havia navegat amb el nom de Birka Princess per a la companyia Birka Line entre els anys 1986 i 2006.
Originalment anomenat Birka Princess, el vaixell va ser construït per l'empresa estatal Valmet finlandesa a la seva drassana Vuosaari a Hèlsinki amb un cost de 350 milions de marcs finlandesos 58,9 € milions). Va ser lliurada el 1986 i va operar per a Birka Line al mercat de creuers del Mar Bàltic, navegant en creuers de 24 hores entre Estocolm a Suècia i Åland a Finlàndia. Entre 1990 i 2003 també va fer creuers més llargs pel Mar Bàltic durant la temporada d'estiu.
Entre 1992 i 2002, l'exterior del vaixell es va utilitzar per retratar el vaixell fictici MS Freja a la telenovel·la de la televisió sueca Rederiet.